# Arbogast Martin
Arbogast Martin (né à Walbach le  23 avril 1731, mort à Colmar  le 11 juin 1794) est un ecclésiastique qui fut évêque constitutionnel du Haut-Rhin de 1791 à 1794.

## Biographie
Arbogast Martin est originaire d'un village situé près de Turckheim dans la vallée de Munster. Il est curé de Guebwiller en 1774, d'abord régent en 1777 puis sous-principal en 1782 du collège royal de Colmar. Lors de la Révolution française il prête le serment en même temps que son principal. 
Il est élu évêque constitutionnel du Haut-Rhin le 27 mars 1791 à la place de Jean-Baptiste Gobel élu dès le 6 mars mais qui refuse la nomination.  Il est sacré à Paris le 10 avril et de retour à Colmar le 16 suivant. Il provoque de graves troubles dans la ville dès le 21 mai 1791 en fermant l'église des capucins. En 1792, il tente en vain de fonder un grand séminaire. Dès septembre 1793, il doit quitter la prévôté de Colmar et en novembre 1793 les vicaires épiscopaux se démettent et les prêtres insermentés sont emprisonnés à Besançon. On ignore sa conduite pendant la Terreur et il meurt à Colmar le 11 juin 1794.